# Roller Coaster (пісня Джастіна Бібера)
«Roller Coaster» (англ. Американські гірки) — сингл канадського артиста Джастіна Бібера. Випущений 25 листопада 2013, ставши восьмим треком із серії Бібера «Музичні понеділки», після треків «Heartbreaker» (7 жовтня 2013), «All That Matters» (14 жовтня), «Hold Tight» (21 жовтня), «Recovery» (28 жовтня), «Bad Day» (4 листопада), «All Bad» (11 листопада) та «PYD» (18 листопада). Бібер випускав новий сингл щотижня протягом 10 тижнів з 7 жовтня по 9 грудня 2013 року. Шведський джазФ'южн гурт Dirty Loops, зробили кавер на пісню для свого альбому Loopified.

## Треклист
| Цифрове завантаження | Цифрове завантаження | Цифрове завантаження |
| #                    | Назва                | Тривалість           |
| -------------------- | -------------------- | -------------------- |
| 1.                   | «Roller Coaster»     | 3:21                 |

## Чарти
| Чарт (2013)                               | Найвища позиція |
| ----------------------------------------- | --------------- |
| Австрія (Ö3 Austria Top 75)               | 40              |
| Бельгія (Ultratop Flanders)               | 35              |
| Бельгія Urban (Ultratop Flanders)         | 9               |
| Бельгія (Ultratop Wallonia)               | 29              |
| Канада (Canadian Hot 100)                 | 24              |
| Данія (Tracklisten)                       | 1               |
| Франція (SNEP)                            | 70              |
| Німеччина (Official German Charts)        | 69              |
| Ірландія (IRMA)                           | 31              |
| Нідерланди (Mega Single Top 100)          | 22              |
| Іспанія (PROMUSICAE)                      | 23              |
| Швейцарія (Media Control AG)              | 30              |
| Велика Британія (Official Charts Company) | 37              |
| США (Billboard Hot 100)                   | 47              |